# Deborah Shelton

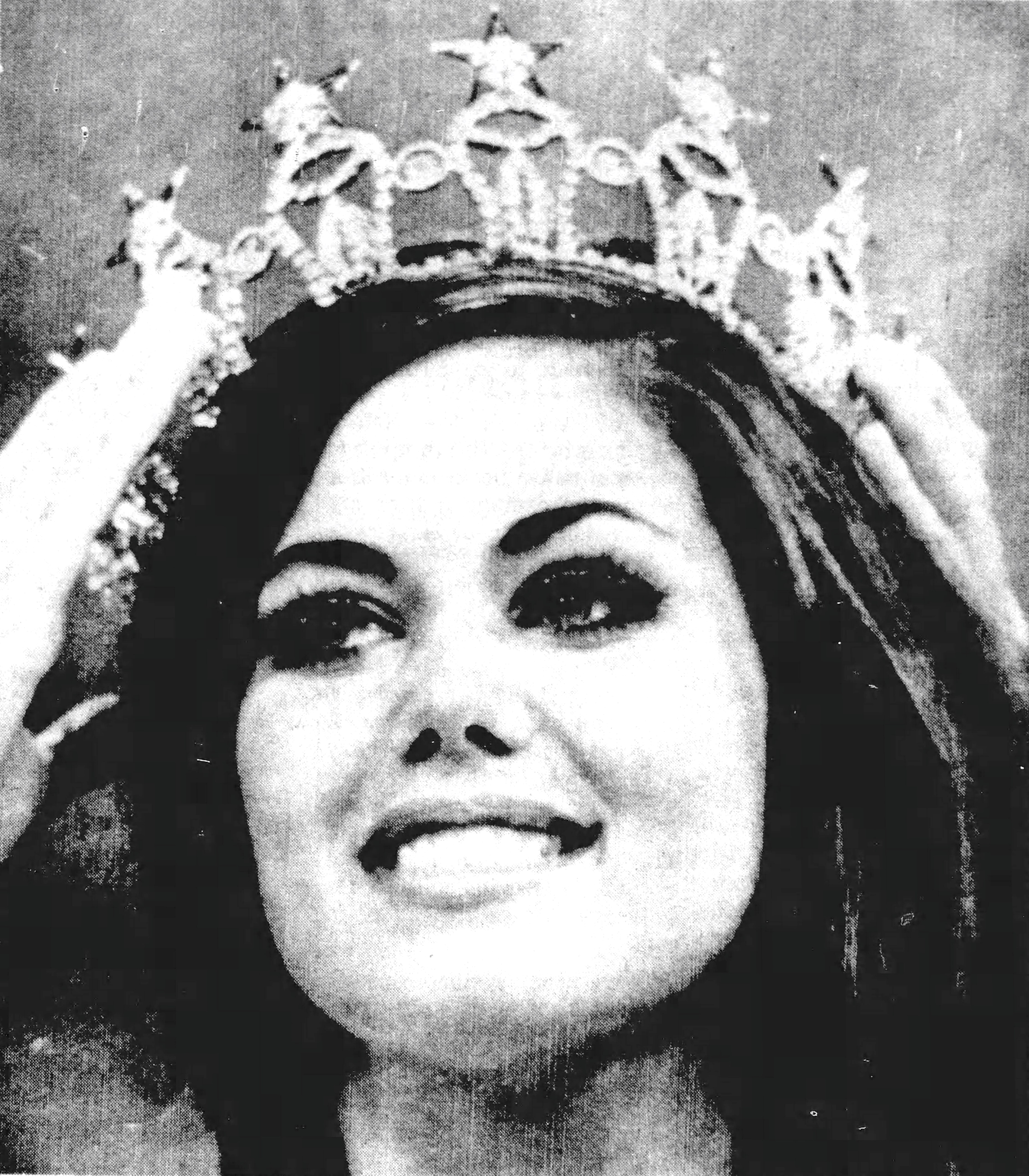
Deborah Shelton

Deborah "Debbie" Shelton (Washington, D.C., 21 de novembro de 1948) é uma rainha da beleza e atriz americana que foi eleita Miss USA e atuou na série Dallas por três temporadas, tendo feito uma participação especial na continuação da série, em 2013.